# 许继电气
许继电气股份有限公司 （深交所：000400）是中国深圳证券交易所的一家从事电器机械及器材制造业、输配电及控制设备制造业的上市公司，成立于1996年12月27日。公司总股本为37827.2万股（2012年）。
公司总部位于河南省许昌市许继大道1298号，法人代表为李富生。